# Rolf Rappaz

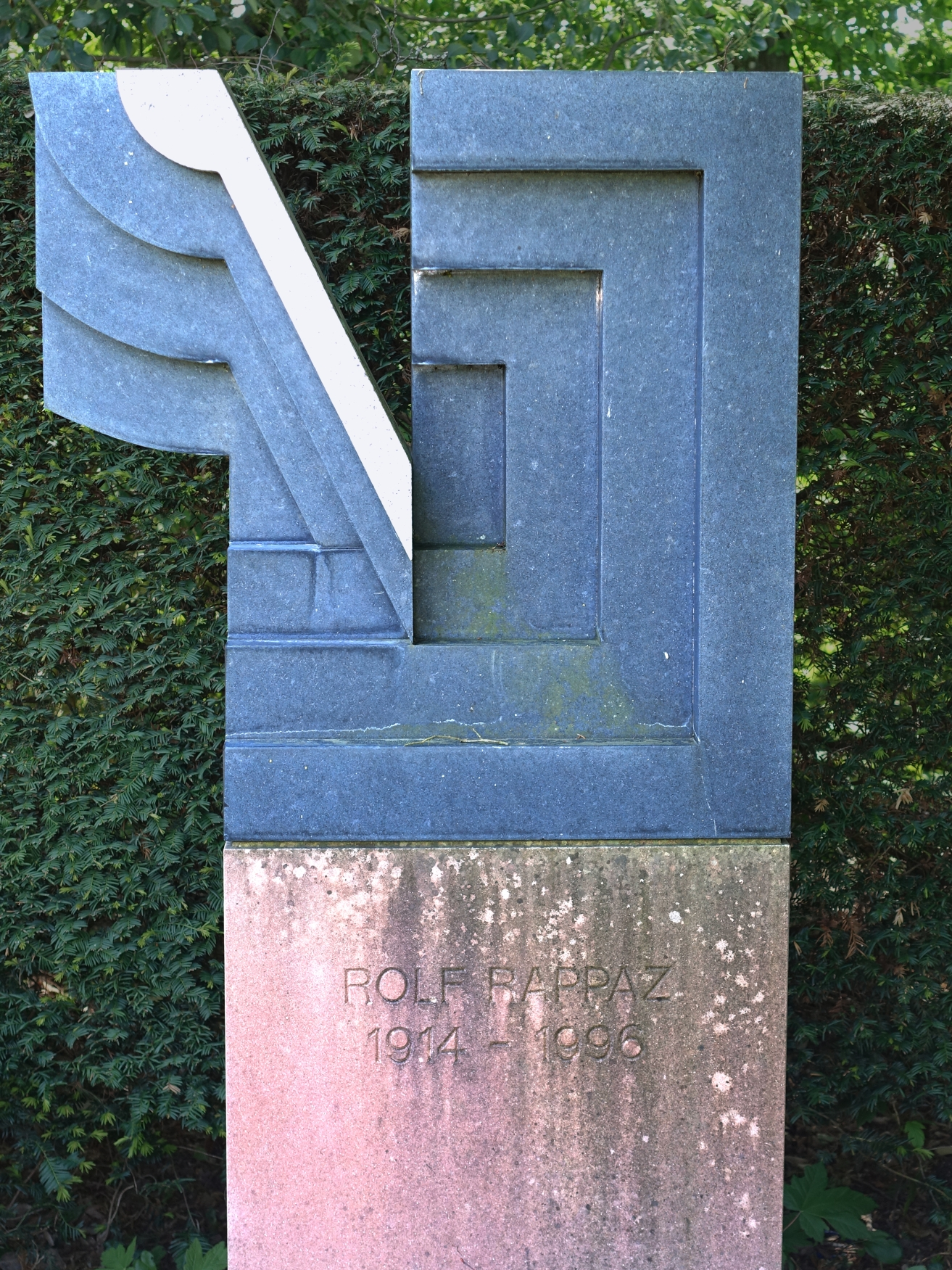
Grab auf dem Friedhof am Hörnli Riehen

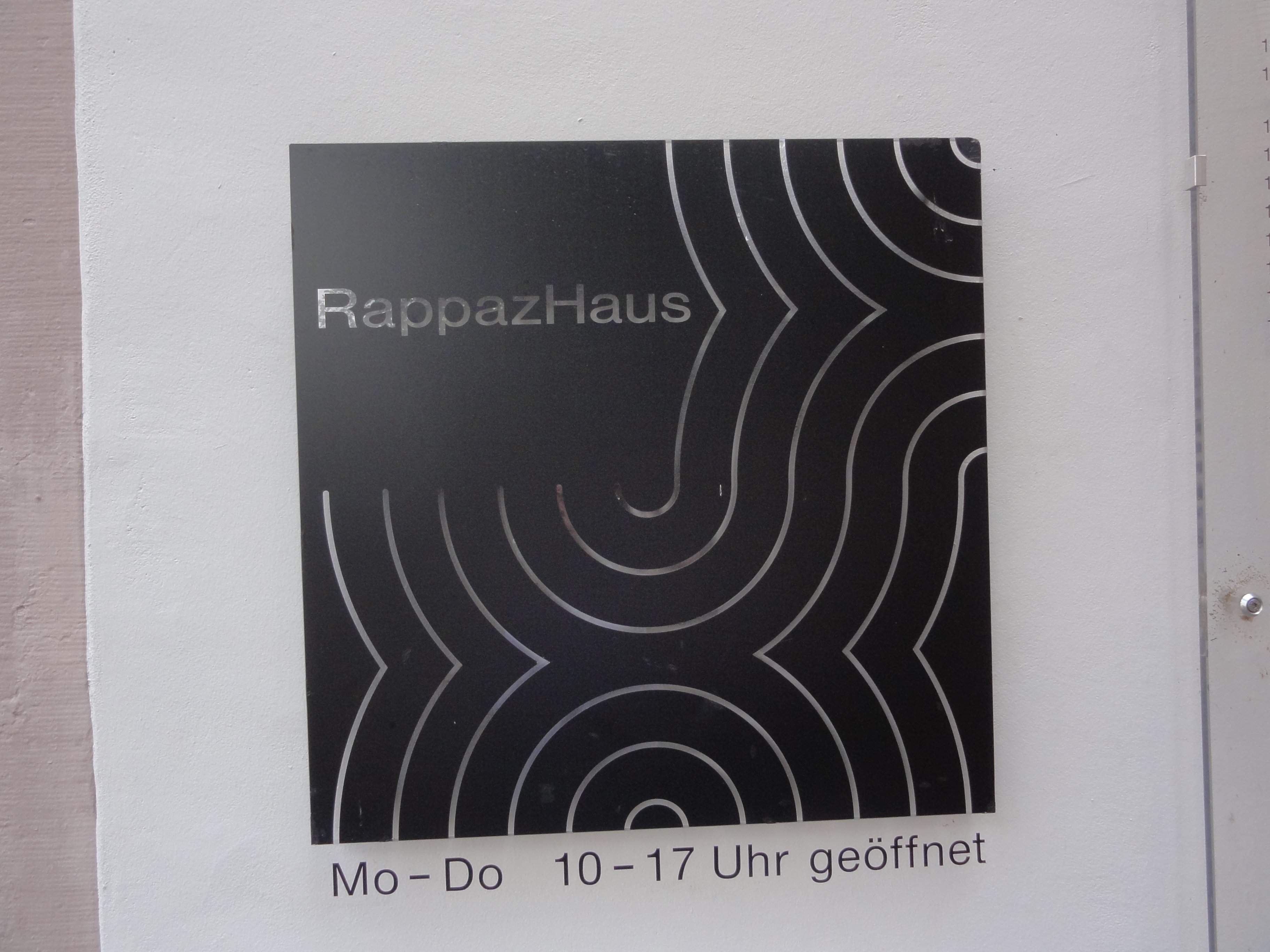
Schild am «RappazHaus», Basel

Rolf Rappaz (* 9. September 1914 in Basel; † 9. Januar 1996 ebenda) war ein Schweizer Grafiker und Künstler des Konstruktivismus.

## Leben und Werk
Rolf Rappaz machte einer Lehre als grafischer Entwerfer, besuchte die Kunstgewerbeschule Basel und hatte Studienaufenthalt an der Pariser Académie de la Grande Chaumière. Ab 1939 führte er ein grafisches Atelier, welches er über Jahrzehnte erfolgreich betrieb. 1938 war er Gründungsmitglied des Verbands Schweizer Grafiker (Ortsgruppe Basel) und unterrichtete von 1942 bis 1945 als Fachlehrer für Grafik an der Gewerbeschule Basel mit gewichtigem Einfluss auf eine Generation junger Kunstschaffender, darunter Eva Aeppli und Jean Tinguely. In den 1960er Jahren gab Rappaz den Beruf als Werbegrafiker auf und widmete sich ausschliesslich der freien Kunst.

### Grafik
Als einer der frühen selbständigen Grafiker prägte Rappaz den Schweizer Grafikstil der Nachkriegszeit nachhaltig mit. Spezialisiert auf Plakatwerbung und Messebauten zeichneten sich seine Arbeiten für Firestone, Avia, die Schweizerische Landesausstellung, die Schweizerische Reederei, die Mustermesse Basel und Textilfirmen wie Stoffel in Mels, Fischbacher in St. Gallen und Rohner in Balgach durch einen klaren, eingängigen Stil aus, in welchem die globale Lesbarkeit mit persönlichem Bildwitz kombiniert ist. 1945 wurde Rappaz’ Plakat Aufschwung für die Mustermesse Basel vom Eidgenössischen Departement des Innern zum «Schweizer Plakat des Jahres» bestimmt.

### Kunst
Das künstlerische Werk von Rappaz ist durch den Konstruktivismus geprägt und der Richtung Konkrete Kunst zuzuordnen. Das Prinzip seines Schaffens ist die Permutation: Durch Zergliedern, Vertauschen und Kombinieren lässt er aus den geometrischen Grundformen (Kreis, Viereck und Dreieck) und den drei Primärfarben (Rot, Blau, Gelb) in Einzel- und Wechselbildern, Bildserien und Plastiken eine Vielfalt von überraschenden Konfigurationen entstehen.

## Ausstellung
- Rolf Rappaz, Permutationen, Kunsthalle Bern, 23. Januar – 5. März 1972